# Ciona intestinalis
Ciona intestinalis — вид покривників-асцидій родини Cionidae. Є модельним організмом для генетичних досліджень. Вид Ciona intestinalis був одним з перших тварин, повний геном якого секвенували у 2002 році. Подальші генетичні дослідження показали, що C. intestinalis є комплексом з 2-4 видів.

## Поширення
Ciona intestinalis поширений по всьому світі. У багатьох місцях він є інвазійним, поширюється завдяки різним плавучим субстратам та штучним об'єктам.

## Опис
Одиночна асцидія з циліндричним м'яким желеподібним тілом до 20 см завдовжки. Кольори тіла і дистального відділу сифона є основними характеристиками, що відрізняють види цього видового комплексу. [9]
Тіло Ciona intestinalis мішкоподібне, вкрите оболонкою, яка є продуктом секреції епідермальних клітин організму. Тіло кріпиться завдяки основі, що знаходиться на задній частині тіла. На протилежній частині тіла розташовуються два отвори: оральний та атріальний сифони. Вода надходить в організм через оральний (ротовий) сифон і виходить через атріальний (клоачний) сифон.